# سياه كوتشة (كيسم)
سیاه کوتشة (بالفارسية: سیاه کوچه) هي قرية تقع في إيران في غيلان. يقدر عدد سكانها بـ 849 نسمة بحسب إحصاء 2016.